# Deputati della XIII legislatura del Regno d'Italia
Questo elenco riporta i nomi dei deputati della XIII legislatura del Regno d'Italia.

## A
- Filippo Abignente
- Giulio Adamoli
- Carlo Agostinelli
- Francesco Alario
- Diego Aliprandi
- Claudio Alli Maccarani
- Antonio Allievi
- Virginio Allione
- Alessandro Allis
- Giacomo Giuseppe Alvisi
- Pompeo Alvisi
- Michele Amadei
- Giuseppe Andrea Angeloni
- Ferdinando Angelotti
- Amilcare Anguissola
- Giovanni Antona Traversi
- Alessandro Antongini
- Pasquale Antonibon
- Pirro Aporti
- Edoardo Arbib
- Antonio Arcieri
- Marco Arese Lucini
- Giovanni Argenti
- Enrico Arisi
- Trofimo Arnulfi
- Luigi Arrigossi
- Clemente Asperti
- Felice Assanti Pepe
- Giuseppe Avezzana

## B
- Alfredo Baccarini
- Guido Baccelli
- Giuseppe Bacco
- Agostino Bajocco
- Placido Balegno di Carpeneto
- Panfilo Ballanti
- Oreste Baratieri
- Augusto Barazzuoli
- Anton Giulio Barrili
- Pio Bartolucci Godolini
- Atanasio Basetti
- Gian Lorenzo Basetti
- Raffaele Basso
- Giuseppe Basteris
- Giovanni Bellone
- Giuseppe Berio
- Amos Bernini
- Agostino Bertani
- Giovanni Battista Bertani
- Domenico Berti
- Ferdinando Berti
- Lodovico Berti
- Vincenzo Bertolini
- Ettore Bertolè Viale
- Giuseppe Biancheri
- Celestino Bianchi
- Stefano Bigliani
- Giovanni Battista Billia
- Pasquale Billi
- Luigi Biondi
- Giacomo Bizzozero
- Teodorico Bonacci
- Romualdo Bonfadini
- Ruggiero Bonghi
- Eugenio Bonvicini
- Gabriele Bordonaro Chiaromonte
- Bartolommeo Borelli
- Giovanni Battista Borelli
- Luigi Borghi
- Carlo Borgnini
- Emanuele Borromeo
- Giuseppe Borruso Bocina
- Giovanni Bortolucci
- Paolo Boselli
- Giuseppe Bosia
- Nicola Botta
- Francesco Bove
- Giovanni Bovio
- Ascanio Branca
- Vincenzo Stefano Breda
- Benedetto Brin
- Angelo Broccoli
- Gaetano Brunetti
- Giuseppe Bruno
- Cesare Bruschetti
- Giuseppe Buonomo

## C
- Giuseppe Cadenazzi
- Vincenzo Cafici
- Francesco Cagnola
- Giovanni Battista Cagnola
- Benedetto Cairoli
- Giuseppe Calcagno Cumbo
- Galeazzo Calciati
- Giovanni Camici
- Lorenzo Valentino Caminneci
- Valentino Caminneci
- Francesco Campostrini
- Rosario Cancellieri
- Fabio Cannella
- Pietro Cantoni
- Luigi Canzi
- Pasquale Capilongo
- Marziale Capo
- Benedetto Capponi Giulii
- Alessandro Carancini
- Vincenzo Carbonelli
- Fabio Carcani di Montaltino
- Giosuè Carducci
- Giacinto Carini
- Giuseppe Carnazza Puglisi
- Carlo Carrelli
- Baldassarre Castagnola
- Stefano Castagnola
- Luigi Castellani Fantoni
- Errico Castellano
- Leopoldo Cattani Cavalcanti
- Francesco Paolo Catucci
- Alberto Cavalletto
- Carlo Cavallini
- Felice Cavallotti
- Giuseppe Ceci
- Andrea Cefaly
- Tommaso Celesia di Vegliasco
- Giuseppe Cencelli
- Giuseppe Ceraolo Garofalo
- Alessandro Ceresa
- Giuseppe Cerulli Irelli
- Marcello Cherubini
- Desiderato Chiaves
- Bonaventura Chigi Zondadari
- Bruno Chimirri
- Luigi Chinaglia
- Giovanni Ciardi
- Giuseppe Ciliberti
- Gino Cittadella Vigodarzere
- Francesco Cocco Ortu
- Pietro Cocconi
- Gaspare Cocozza di Montanara
- Giovanni Codronchi Argeli
- Camillo Colombini
- Gabriele Colonna Romano di Cesarò
- Francesco Colonna Romano
- Pasquale Colpi
- Jacopo Comin
- Carlo Compans di Brichanteau
- Michele Coppino
- Eugenio Corbetta
- Pasquale Cordopatri
- Vincenzo Cordova Savini
- Salvatore Correale
- Cesare Correnti
- Tommaso Corsini
- Clemente Corte
- Giovanni Corvetto
- Gaetano Cosentini
- Settimio Costantini
- Lorenzo Cotta Ramusino
- Francesco Crispi
- Francesco Cucchi
- Luigi Cucchi
- Costantino Cutillo
- Carlo Cuturi

## D
- Eduardo d'Amico
- Francesco d'Amore
- Antonio d'Arco
- Cesare d'Ippolito
- Giuseppe dall'Acqua
- Abele Damiani
- Giovanni Davicini
- Giorgio Davico
- Luigi de Crecchio
- Ippolito De Cristofaro
- Antonio De Dominicis
- Teodosio De Dominicis
- Giovanni Antonio De Manzoni
- Giacomo De Martino
- Guglielmo De Pazzi
- Francesco De Renzis
- Giuseppe De Riseis
- Simone Antonio de Saint Bon (Pacoret)
- Francesco De Sanctis
- Antonio De Witt
- Rocco de Zerbi
- Enrico Del Carlo
- Achille Del Giudice
- Giacomo Del Giudice
- Nicola Del Vecchio
- Floriano Del Zio
- Alessandro Delfini
- Leonardo Dell'Angelo
- Luigi Della Croce
- Giovanni Della Rocca
- Gian Luca della Somaglia Cavazzi
- Pietro Delle Favare (Ugo)
- Pietro Delvecchio
- Agostino Depretis
- Giuseppe Dezza
- Biagio di Baucina (Licata)
- Gaetano Di Belmonte (Monroy Ventimiglia)
- Scipione Di Blasio
- Guido Orazio Di Carpegna Falconieri
- Domenico Di Casalotto (Bonaccorsi)
- Cesare Di Gaeta
- Cesare Di Masino (Valperga)
- Antonino Di Pisa
- Antonio Di Rudinì (Starrabba)
- Ernesto Di Sambuy (Balbo Bertone)
- Gennaro Di San Donato (Sambiase San Severino)
- Gaetano Di Santa Elisabetta (Gravina)
- Giovanni Diana
- Luigi Diligenti
- Donato Doglioni
- Giovanni Dossena

## E
- Augusto Elia
- Antonio Emo Capodilista
- Mariano Englen
- Paolo Ercole

## F
- Enrico Fabbrici
- Giuseppe Fabbricotti
- Ariodante Fabretti
- Nicolò Fabris
- Nicola Fabrizj
- Paolo Fabrizj
- Zeffirino Faina
- Nicola Falconi
- Paulo Fambri
- Enrico Fano
- Luigi Emanuele Farina
- Nicola Farina
- Domenico Farini
- Casimiro Favale
- Vincenzo Favara
- Luigi Fazio
- Nicolò Ferracciu
- Francesco Ferrara
- Carlo Ferrari
- Camillo Ferrati
- Telemaco Ferrini
- Quirico Filopanti
- Ignazio Filì Astolfone
- Giuseppe Finzi
- Filippo Florena
- Giovanni Antonio Folcieri
- Giuseppe Fornaciari
- Pietro Antonio Fossa
- Enrico Fossombroni
- Pardo Carlo Franceschelli
- Giuseppe Fratellini
- Serafino Frenfanelli Cybo
- Filiberto Frescot
- Giulio Frisari
- Saverio Friscia
- Salvatore Fusco

## G
- Federico Gabelli
- Roberto Gaetani Di Laurenzana
- Antonio Gandolfi
- Enrico Garau
- Giuseppe Garibaldi
- Menotti Garibaldi
- Raffaele Garzia
- Giovanni Gattelli
- Francesco Genala
- Domenico Genoese Zerbi
- Giovanni Gentinetta
- Bonaventura Gerardi
- Germano Germanetti
- Tommaso Gessi
- Giovanni Battista Enrico Geymet
- Pietro Ghiani Mameli
- Andrea Ghinosi
- Angelo Giacomelli
- Giuseppe Giacomelli
- Angiolo Giambastiani
- Francesco Giordano
- Giuseppe Giovannini
- Antonio Giudice
- Giuseppe Giudici
- Vittorio Giudici
- Francesco Glisenti
- Cesare Golia
- Achille Gori Mazzoleni
- Carlo Gorio
- Francesco Gorla
- Antonio Gorra
- Luigi Greco Cassia
- Giovanni Andrea Gregorini
- Luigi Griffini
- Paolo Griffini
- Bernardino Grimaldi
- Francesco Antonio Gritti
- Federigo Grossi
- Luigi Guala
- Giovanni Guarini
- Giovanni Guarrasi
- Alessandro Guiccioli

## I
- Gioacchino Imperatori
- Giuseppe Imperatrice
- Angelo Incagnoli
- Ludovico Carlo Incontri
- Mariano Indelicato
- Luigi Indelli
- Calcedonio Inghilleri
- Francesco Isolani

## L
- Nicola La Capra Sabelli
- Francesco La Francesca
- Tommaso La Marmora (Di Masserano)
- Luigi La Porta
- Pietro Lacava
- Luigi Lagasi
- Giovanni Lanza
- Giuseppe Lanzara
- Giuseppe Lazzaro
- Carlo Leardi
- David Levi
- Carlo Libetta
- Giuseppe Lioy
- Paolo Lioy
- Emanuele Lolli
- Camillo Longo
- Carlo Longoni
- Francesco Lovito
- Ercole Lualdi
- Salvatore Lucca
- Giovanni Lucchini
- Odoardo Luchini
- Cesare Lugli
- Giovanni Luscia
- Luigi Luzzatti

## M
- Mauro Macchi
- Luigi Raffaele Macry
- Niccolò Maffei
- Berardo Maggi
- Isidoro Maggi
- Raffaele Magliano
- Raffaele Majerà
- Achille Majocchi
- Salvatore Majorana Calatabiano
- Alessandro Malacari
- Galeazzo Giacomo Maria Maldini
- Gaspare Manara
- Francesco Mancardi
- Pasquale Stanislao Mancini
- Pietro Manfrin Di Castione
- Antonio Mangilli
- Giuseppe Mantellini
- Cesare Marani
- Annibale Marazio Di Santa Maria Bagnolo
- Eugenio Marchese
- Domenico Marchiori
- Giuseppe Marcora
- Adriano Mari
- Filippo Mariotti
- Francesco Marolda Petilli
- Nicola Marselli
- Ippolito Martelli Bolognini
- Mario Martelli
- Agostino Martinelli
- Giovanni Martinelli
- Ferdinando Martini
- Giuseppe Martinotti
- Francesco Martire
- Francesco Marzi
- Gaetano Marzotto
- Luigi Mascilli
- Paolo Massa
- Alceo Massarucci
- Ruggiero Maurigi Di Castel Maurigi
- Isacco Maurogonato Pesaro
- Adriano Mazza
- Pietro Mazza
- Bonaventura Mazzarella
- Pietro Mazziotti
- Giuseppe Mazzoni
- Francesco Meardi
- Nicolò Melchiorre
- Nicolò Melodia
- Giacomo Merizzi
- Giuseppe Merzario
- Angelo Messedaglia
- Carlo Meyer
- Camillo Mezzanotte
- Raffaele Mezzanotte
- Nicola Miani
- Luigi Alfonso Miceli
- Giuseppe Micheli
- Luigi Minervini
- Marco Minghetti
- Raffaele Minich
- Tommaso Minucci
- Stanislao Mocenni
- Giorgio Ambrogio Molfino
- Andrea Molinari
- Luigi Mongini
- Cirillo Emiliano Monzani
- Giovanni Battista Morana
- Antonio Mordini
- Donato Morelli
- Salvatore Morelli
- Michele Morini
- Emilio Morpurgo
- Mauro Morrone
- Angelo Muratori
- Benedetto Musolino
- Giovanni Mussi
- Giuseppe Mussi

## N
- Giuseppe Nanni
- Luigi Napodano
- Lazzaro Negrotto Cambiaso
- Lorenzo Nelli
- Luigi Nervo
- Filippo Nicastro Ventura
- Giovanni Nicotera
- Niccolò Nobili
- Pietro Nocito
- Alessandro Nunziante

## O
- Vittorio Odiard
- Aristide Oggero
- Antonio Oliva
- Salvatore Omodei Ruiz
- Fulgenzio Orilia
- Giacomo Orsetti

## P
- Salvatore Pacelli
- Vincenzo Pace
- Carlo Italo Panattoni
- Beniamino Pandolfi Guttadauro
- Nicolò Papadopoli Aldobrandini
- Cesare Parenzo
- Gaetano Parisi Parisi
- Salvatore Parpaglia
- Ernesto Pasquali
- Francesco Paternostro
- Luigi Bernardo Patrizi
- Luigi Pellegrino
- Marcello Pepe
- Costantino Perazzi
- Napoleone Perelli
- Giovanni Battista Pericoli
- Pietro Pericoli
- Francesco Perroni Paladini
- Ludovico Perroni
- Ubaldino Peruzzi
- Enrico Pessina
- Ferdinando Petruccelli Della Gattina
- Luigi Pianciani
- Vincenzo Picardi
- Ercole Piccinelli
- Francesco Piccoli
- Augusto Pierantoni
- Salvatore Maria Pirisi Siotto
- Giuseppe Pisanelli
- Luigi Pissavini
- Vitantonio Pizzolante
- Achille Plebano
- Agostino Plutino
- Fabrizio Plutino
- Andrea Podestà
- Achille Polti
- Nicola Polvere
- Antonio Ponsiglioni
- Antonio Pontoni
- Michele Maria Gavino Praus
- Domenico Primerano
- Giovanni Puccini
- Piero Puccioni
- Carlo Pulcrano

## Q
- Niccolò Quartieri

## R
- Francesco Raffaele
- Edilio Raggio
- Luigi Ranco
- Carlo Randaccio
- Antonio Ranieri
- Ercole Ranzi
- Giovacchino Rasponi
- Francesco Ratti
- Gabriele Ravelli
- Cesare Razzaboni
- Giuseppe Rega
- Oreste Regnoli
- Francesco Restelli
- Antonio Riberi
- Bettino Ricasoli
- Cesare Ricotti Magnani
- Augusto Righi
- Ettore Ripandelli
- Luigi Rizzardi
- Giuseppe Robecchi
- Vincenzo Roberti
- Vincenzo Rogadeo
- Gian Domenico Romano
- Giuseppe Romano
- Gian Bartolo Romeo
- Antonio Roncalli
- Scipione Ronchetti
- Tito Ronchetti
- Amos Ronchey
- Rocco Rossi
- Raffaele Rubattino
- Giovanni Battista Ruggeri Della Torre
- Emanuele Ruspoli

## S
- Gualtiero Sacchetti
- Saladino Saladini Pilastri
- Francesco Salaris
- Giuseppe Salemi Oddo
- Federico Salomone
- Cesare Saluzzo Di Monterosso
- Michele Sambiase San Severino
- Giovanni Antonio Sanguineti
- Adolfo Sanguinetti
- Giacomo Sani
- Achille Sannia
- Medoro Savini
- Andrea Secco
- Giovanni Secondi
- Federico Seismit Doda
- Quintino Sella
- Bernardino Serafini
- Giuseppe Serazzi
- Tito Serra
- Alfredo Serristori
- Francesco Sforza Cesarini
- Ranieri Simonelli
- Giovanni Battista Simoni
- Gennaro Sipio
- Nicola Sole
- Luigi Solidati Tiburzi
- Giorgio Michele Sonnino
- Tommaso Sorrentino
- Venceslao Spalletti
- Federico Spantigati
- Silvio Spaventa
- Martino Speciale Costarelli
- Casimiro Sperino
- Vincenzo Spinelli Di Scalea
- Francesco Saverio Sprovieri
- Pietro Strada
- Francesco Sulis

## T
- Antonio Taglierini
- Diego Tajani
- Giorgio Tamajo
- Vittore Tasca
- Sebastiano Tecchio
- Michele Tedeschi Rizzone
- Giuseppe Telfener
- Giovanni Battista Tenani
- Carlo Tenca
- Francesco Tenerelli
- Giuseppe Tiberio
- Antonio Giovanni Toaldi
- Cristoforo Tomati
- Pietro Tommasini
- Giuseppe Torina
- Pietro Torrigiani
- Francesco Tortorici
- Giuseppe Toscanelli
- Gaetano Toscano
- Pietro Toscano
- Carlo Tranfo
- Giovanni Trevisani
- Giuseppe Ignazio Trevisani
- Francesco Trinchera
- Pietro Paolo Trompeo
- Agostino Tumminelli Conti

## U
- Pasquale Umana
- Errico Ungaro

## V
- Pietro Vacchelli
- Pasquale Valsecchi
- Giovanni Battista Francesco Varè
- Alfonso Vastarini Cresi
- Carlo Vayra
- Attilio Velini
- Pietro Venturi
- Francesco Verzegnassi
- Antonio Viacava
- Luigi Viarana
- Leonardo Vigo Fuccio
- Francesco Villani
- Tommaso Villa
- Emilio Visconti Venosta
- Alfonso Visocchi
- Giovanni Vitale
- Francesco Saverio Vollaro

## Z
- Giuseppe Zanardelli
- Cesare Zanolini
- Lorenzo Zarone
- Domenico Zeppa
- Camillo Zizzi
- Francesco Zuccaro Floresta
- Giovanni Zucconi